# Albert Lafuente
Albert Lafuente Sisó (nacido el 24 de mayo de 1999, Lérida, España) es un baloncestista profesional español que juega en el Cáceres Patrimonio de la Humanidad de Segunda FEB. Con una altura de 1,88 metros, se desempeña en la posición de base, pudiendo hacerlo también en la de escolta.

## Trayectoria deportiva
Albert comenzó su trayectoria en el mundo del baloncesto formándose en las categorías inferiores del Club Basquet Pardinyes, con el que llegó a debutar en la temporada 2016-17 en Liga EBA.
En las temporadas siguientes alternaría participaciones con el Força Lleida Club Esportiu de la LEB Oro y con el Club Basquet Pardinyes, conjunto vinculado al club leridano en Liga EBA.
En la temporada 2018-19, lograría el ascenso con Club Basquet Pardinyes a LEB Plata.
En la temporada 2019-20 firma como jugador del Força Lleida Club Esportiu de la LEB Oro, en el que disputa la primera vuelta de la competición.
El 13 de febrero de 2020, es cedido al Club Baloncesto Clavijo de la LEB Plata, donde realiza 10,7 puntos por partido con un 40% de acierto en 2 puntos y 41, 7% en la línea de 3 puntos.
El 12 de agosto de 2020, vuelve a ser cedido al Club Baloncesto Clavijo de la LEB Plata para disputar la temporada 2020-21. En las filas del conjunto logroñés, promedia 12,6 puntos, 3 asistencias y 2,6 rebotes por partido, con el que terminó disputando los play -off de ascenso a LEB Oro.
El 7 de julio de 2021, renueva por el Força Lleida Club Esportiu de la LEB Oro por dos temporadas y formaría parte de la plantilla a las órdenes de Gerard Encuentra durante la temporada 2021-22. Disputó 39 partidos en los que registró unos promedios de 4.8 puntos y 1.3 asistencias.
El 8 de agosto de 2022 firma con el Cáceres Patrimonio de la Humanidad, completando la temporada 2022/23 con unas medias de 5.8 puntos y 1.1 asistencias en casi 16 minutos de juego.
El 11 de agosto de 2023, firma por el Club Juventud Alcalá de la LEB Plata. En esa temporada 2023-24 logra medias de 10.2 puntos, 2.1 asistencias y 2.4 rebotes.
En la temporada 2024-25 juega en el UB La Salud Archena, donde completa la temporada con promedios de 10.4 puntos, 4.1 asistencias y 3.1 rebotes. 
En 2025-26 regresa al Cáceres Patrimonio de la Humanidad, para disputar la Segunda FEB.